# Henk Schulte Nordholt (sinoloog)
Hendrik (Henk) Schulte Nordholt (Wassenaar, 1 juni 1953) is een Nederlands zakenman en sinoloog.
Henk Schulte Nordholt is een zoon van de Nederlandse dichter en hoogleraar Jan Willem Schulte Nordholt.

## Levensloop
Schulte Nordholt studeerde sinologie aan en volkenrecht aan de Universiteit Leiden en werkte vanaf 1981 voor het Ministerie van Economische Zaken aan de bevordering van handelsrelaties tussen Nederland en China. Hij werd in 1985 directeur van het eerste kantoor van de AMRO Bank in Peking. In 1990 werd hij overgeplaatst naar Taiwan en in hetzelfde jaar fuseerde de bank tot ABN AMRO. Hij besloot hierop samen met andere partners Hofung Technology op te richten, een handelshuis dat bemiddelde tussen Chinese kopers en buitenlandse leveranciers. 
Hij schreef verschillende boeken over China en over een reistocht per fiets die hij maakte van Lhasa in Tibet naar Kathmandu in Nepal.